# Ritterorden

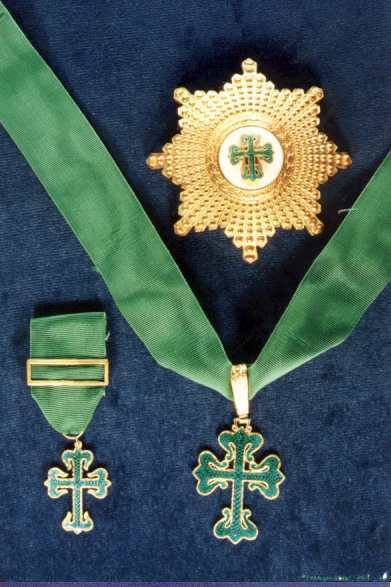
Der portugiesische Ordem Militar de Avis ging aus einer 1162 gegründeten Bruderschaft von Rittern hervor, die sich dem Kampf gegen die Mauren verschrieben hatte. Vier Jahre später erkannte Alfons I. von Portugal die Bruderschaft offiziell als Ritterorden an. 1789 säkularisierte Maria I. von Portugal den Orden und wandelte ihn in einen dreiklassigen Militär-Verdienstorden um. Seit 1918 besitzt der Orden fünf Klassen.

Ein Ritterorden ist eine durch Ordensregeln verfasste Gemeinschaft von Rittern mit dem Hauptzweck einer ideellen oder karitativen Aufgabe.
Das ursprüngliche Ideal lag im monachus et miles (Mönch und Ritter), der sich im Orden (lateinisch ordo ‚Ordnung, Stand‘) einem christlichen Zweck widmet. Die ersten Ritterorden waren geistliche Ordensgemeinschaften, die zum Schutz und Geleit der Pilger ins Heilige Land gegründet wurden.
Ausgehend von diesen im Hochmittelalter gegründeten geistlichen Ritterorden entstanden im Spätmittelalter auf fürstliche Initiative hin weltliche Ritterorden wie zum Beispiel der burgundische Orden vom Goldenen Vlies. Diese waren mit der Dynastie verbunden, sollten deren Machtbasis verstärken beziehungsweise politisch vernetzen und bildeten einen Kern des sich entwickelnden Hofadels.
Später wurden viele geistliche Ritterorden zu Trägern sozialer Einrichtungen, weltliche Ritterorden zu Verdienstorden.

## Geistliche Ritterorden

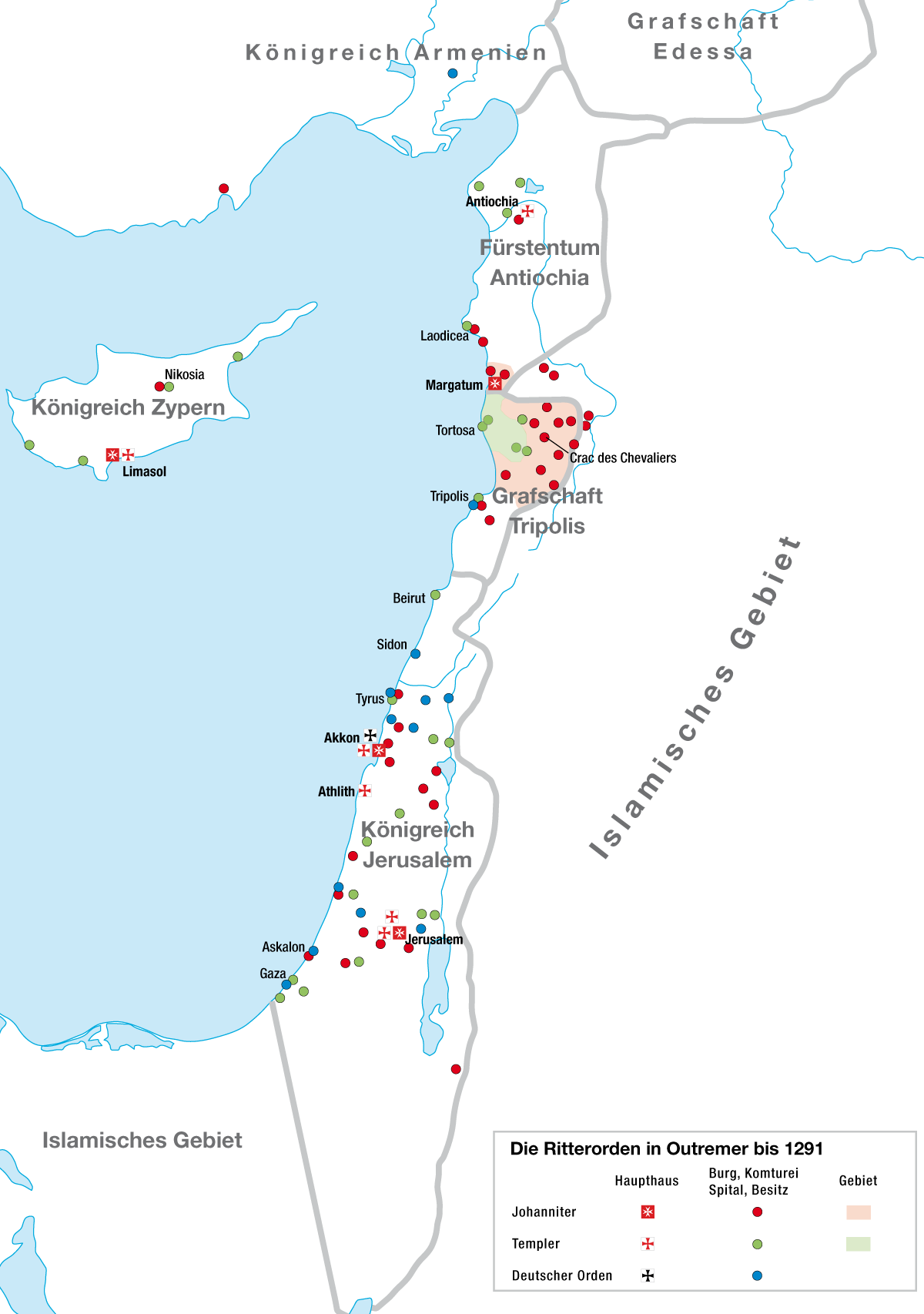
Ursprünglicher Einsatzort der Ritterorden waren die Kreuzfahrerstaaten im Heiligen Land

Zur Zeit der Kreuzzüge, im 11. Jahrhundert, entstanden aus einigen geistlichen Ordensgemeinschaften die ersten geistlichen Ritterorden. Die Bezeichnung „Orden“ ist abgeleitet vom lateinischen Wort ordo (Ordnung, Stand). Den Ritterorden oblag neben rein religiösen Handlungen, die auch jeder Mönchsorden zu erfüllen hatte, wie Missionierung und Religionsübungen, sowie der Versorgung und Pflege kranker Pilger, der aktive Schutz und die Verteidigung christlicher Machtpositionen. Das umfasste den Schutz des Heiligen Grabes, den Schutz von Pilgern sowie den Kampf gegen „Ungläubige“.
Als erste Gründungen dieser Art gelten der Johanniter- und der Templerorden. Der Johanniterorden wurde 1099 als Hospitalorden gegründet und ging aus einer von italienischen Kaufleuten gegründeten Genossenschaft hervor, die in Jerusalem eine Herberge für christliche Wallfahrer unterhielt. Im 12. Jahrhundert übernahm er zusätzlich militärische Aufgaben. Der Templerorden wurde um 1118 als neuer Ritterorden französischer Prägung gestiftet.
Bedeutung gewann der Deutsche Orden, auch Deutschherren- oder Deutschritterorden genannt. Er wurde 1190 anlässlich einer Seuche während der Belagerung von Akkon als Gemeinschaft zur Krankenpflege gegründet und betrieb ein Hospital, kurz darauf übernahm er zusätzlich militärische Aufgaben. Während des Deutschen Kreuzzugs, im März 1198, wurde die Gemeinschaft auf Betreiben Wolfgers von Erla und Konrads von Querfurt in den Stand eines Ritterordens nach dem Vorbild der Templer und Johanniter erhoben.
Die geistlichen Ritterorden rekrutierten ihre Mitglieder zumeist aus dem Adel. Die Ritterorden waren durch ein ordensähnliches Gemeinschaftsleben in Armut, Gehorsamkeit und Keuschheit gekennzeichnet, welches verknüpft war mit caritativen Aufgaben, bewaffnetem Pilgerschutz und militärischem Einsatz gegen äußere und gelegentlich auch innere Feinde der Christenheit. Die Orden bestanden aus ritterlichen Vollmitgliedern, die mit einer Ahnenprobe ihre adelige Abstammung nachzuweisen hatten, Priesterbrüdern (Kleriker), dienenden Laienbrüdern (die auch Waffendienst leisteten), Schwestern (siehe dazu: Deutschordensschwestern) und Bruderschaftsmitgliedern. Ritterorden waren streng hierarchisch organisiert. Hoch- bzw. Großmeister standen an der Spitze eines weitgespannten Netzes von Provinzen, Balleien und Kommenden. Dies bildete die Voraussetzung für die vor allem in Grenzgebieten, in Palästina, Syrien, auf der Iberischen Halbinsel und Ostseeraum zu erfüllende Aufgabe eines schnell einsetzbaren stehenden Heeres. Die dazu erforderliche Infrastruktur schufen die Ritterorden durch ein ausgedehntes Burgensystem.
Bernhard von Clairvaux bezeichnete die Ordensritter als „Ritter neuen Typs“, da sie die Kampfkraft des, in Teilen, dekadenten Ritterstandes mit der Disziplin und der Enthaltsamkeit der Mönchsorden verbanden. Während die einzelnen Mitglieder der Armut verpflichtet blieben, wurden die Orden durch Erbschaften, Schenkungen und Eroberung mit zu den reichsten Organisationen ihrer Zeit.
Der Templerorden war die älteste Institution, die seit ihrem Beginn als ritterlicher Orden bezeichnet werden kann. Er ist der Prototyp eines Ritterordens.
Der bereits 1048 gegründete und 1113 vom Papst bestätigte Johanniterorden ist zwar älter als der Templerorden; er wurde aber erst in einem langsamen Prozess in den 1130er Jahren aus einem reinen Hospitalsorden zum Ritterorden, der zum Schutz der Pilger militärische Aufgaben übernahm. Dafür heuerte er zunächst bezahlte Soldaten an, bis er schließlich, durch die Eigenrekrutierung von Ritterbrüdern und waffenfähigen Laienbrüdern, zu einer gleichermaßen karitativen und militärischen Gemeinschaft wurde.
Geistliche Orden im Sinne des Kirchenrechts wurden diese Gemeinschaften nur durch päpstliche Anerkennung einer eigenen verbindlichen Ordensregel und durch die Lösung aus der kirchlichen Diözesanorganisation, die Exemtion (Befreiung von der Zehntabgabe und der kirchlichen Strafgewalt). Einige Ritterorden wie z. B. die Templer existieren als kirchlich anerkannte Gemeinschaften nicht mehr. Daneben besteht eine Vielzahl von katholischen, evangelischen (Bruderschaften) und ökumenischen Ritterorden bis in die Gegenwart fort. Vom mittelalterlichen Johanniterorden in Form des weiterhin bestehenden katholischen Malteserordens teilte sich 1530/34 dessen Ballei Brandenburg als protestantischer Johanniterorden ab. 1826 wurde ein britischer anglikanischer Zweig des Johanniterordens neu gegründet. Einige Ritterorden, wie der Johanniter- bzw. Malteserorden, der Lazarus-Orden, der Deutsche Orden, dessen Balleien sich über ganz Europa erstrecken, und die Grabesritter haben heute noch durch ihre caritativen Werke große internationale Bedeutung. Der Malteserorden ist als souveräner Orden und Subjekt des Völkerrechts sogar in 116 Staaten diplomatisch anerkannt.

## Weltliche Ritterorden

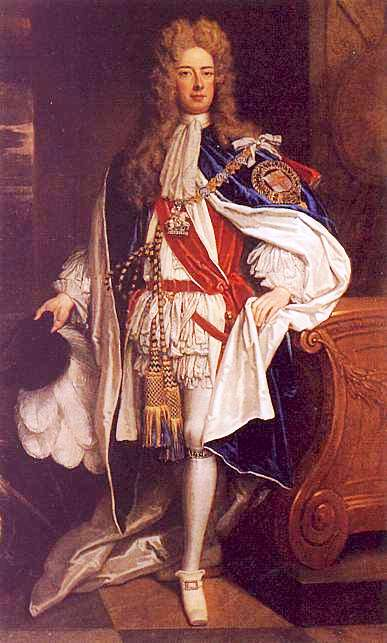
Der Duke of Marlborough in der Ordenstracht und mit den Insignien des Hosenbandordens. Das blaue Ordensband, dem der Orden seinen Namen verdankt, wird unter dem linken Knie getragen.

Neben den geistlichen Ritterorden entstanden ab der Mitte des 14. Jahrhunderts an vielen europäischen Fürstenhäusern höfische Ritterorden, die König Artus’ legendärer Tafelrunde nachempfunden waren und teilweise bis heute bestehen. Mit diesen konnten die Monarchen und Fürsten einerseits eine zuverlässige kirchenunabhängige Hausmacht schaffen und andererseits ihr Hofleben mit ritterlichen Tugenden verbinden. In dieser Zeit war die burgundische Hofkultur führend und so war auch der dort im Jahr 1430 gegründete Orden vom Goldenen Vlies für viele ein Vorbild im Sinn eines fürstlichen Ordens ausgerichtet nach den Idealen des christlichen Rittertums. Als politisches Gegengewicht zu den mächtiger werdenden Landesfürsten bildeten sich außerdem ab dem Spätmittelalter, vor allem in Südwestdeutschland, diverse Adelsgesellschaften und Ritterbünde.
Das Scheitern der Kreuzzugspolitik hatte den Niedergang der geistlichen Ritterorden zur Folge, die zunehmend den politischen Zielen und Machtkämpfen weltlicher Herrscher unterlagen.
Ab dem 13. und 14. Jahrhundert begannen die Landesherren damit, nach dem Vorbild der geistlichen, weltliche Ritterorden zu stiften. Im Gegensatz zu den geistlichen Ritterorden, die weitgehend unabhängig waren, sich selbst verwalteten und teilweise selbst staatenähnliche Gebilde darstellten, waren die weltlichen Ritterorden von vornherein ein Instrument weltlicher Herrscher, die zugleich als Großmeister all ihrer Orden fungierten. Ihre Statuten legten nicht nur die Aufnahmebedingungen fest, sondern auch Ordenstracht und Ordenszeichen, also die Insignien, die die Ordensmitglieder nach außen hin kenntlich machen sollten, ein ständig zu tragendes Symbol war das äußere Zeichen der Zugehörigkeit zu der Gemeinschaft. In diesem Zusammenhang erlangten tragbare Ordenszeichen, Kleinodien oft in Form eines Kreuzes oder Sterns, besondere Bedeutung.
Die Aufnahme in diese Orden war ein Akt landesherrlicher Gnade und höfischer Huld, sie diente der engen Bindung an den Souverän und bedeutete Ansporn und Verpflichtung diesem gegenüber. Körperschaften dieser Art besaßen elitären Charakter, sie waren ausschließlich dem (Hoch-)Adel vorbehalten und ihre Mitgliederzahl war streng limitiert. Im Zuge dieser Entwicklung verblasste der ursprüngliche, religiöse Zweck der Ritterorden zusehends, Ordensgelübde verloren an Bedeutung, und schließlich besaßen die Orden keine speziellen Aufgaben oder Ziele mehr, die über die gemeinsamen dynastischen oder politischen Interessen ihrer Mitglieder hinausgingen.

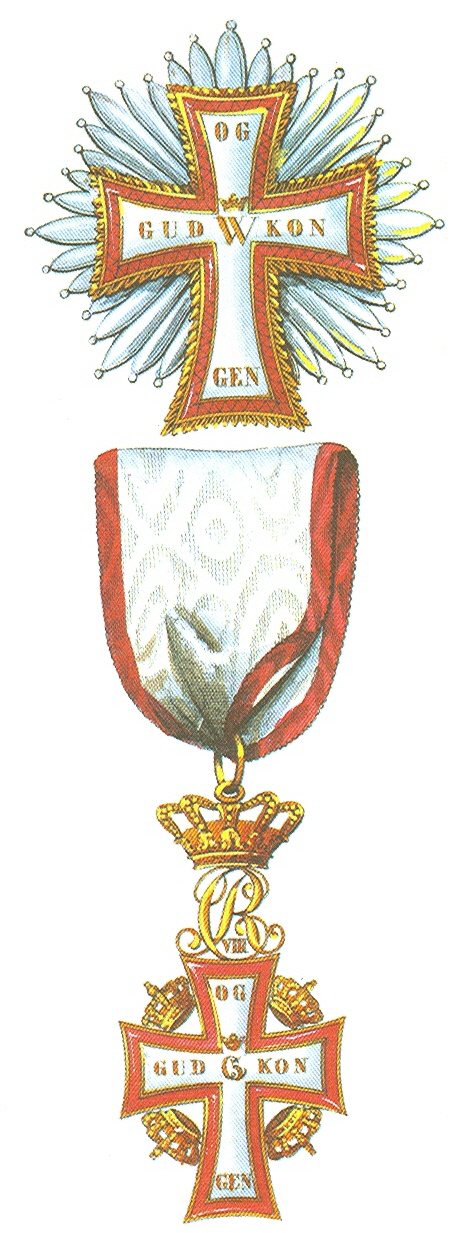
Der Dannebrogorden wurde 1671 von Christian V. von Dänemark und Norwegen gestiftet. Der Legende nach soll er bis ins frühe 13. Jahrhundert zurück reichen. 1808 reformierte König Friedrich VI. den ehemaligen Ritter- bzw. Hausorden und machte daraus einen Verdienstorden nach dem Vorbild der Ehrenlegion.

Zu den bedeutendsten weltlichen Ordensgemeinschaften zählen:
- Hosenbandorden, gestiftet 1348 durch König Eduard III. von England
- Annunziaten-Orden, gestiftet 1362 durch Amadeus VI., Graf von Savoyen
- Orden vom Goldenen Vlies, gestiftet 1429 durch Philipp III., Herzog von Burgund
- Elefantenorden, gestiftet 1462 durch Christian I., König von Dänemark, Norwegen und Schweden

Bis zur Abschaffung der Monarchie und zwischen Restauration und Julirevolution gab es die französischen Ordre de Saint-Michel und Orden vom Heiligen Geist.

### Aktuell existierende weltliche Ritterorden
- Hosenbandorden, gegründet 1348 vom englischen König Eduard III. (siehe auch Liste der Mitglieder des Hosenbandordens).
- Orden vom Goldenen Vlies, gegründet 1430 vom burgundischen Herzog Philipp dem Guten (siehe auch Liste der Ritter des Ordens vom Goldenen Vlies).
- Hubertusorden gegründet 3. November 1444 von Herzog Gerhard II. von Jülich-Berg.
- Annunziaten-Orden, gegründet 1362 von Amadeus VI. von Savoyen.

### Historische höfische Ritterorden
- Sankt-Georg-Ritterorden (ungar. Szent György Lovagrend), gegründet 1326 vom ungarischen König Karl I. Robert.
- Drachenorden, gegründet 1408 von König Sigismund von Ungarn.
- Ordre de Saint-Michel, gegründet 1469 vom französischen König Ludwig XI.
- Orden vom heiligen Geist, gegründet 1578 vom französischen König Henri III. (siehe auch Liste der Ritter des Ordens vom Heiligen Geist).
- der Orden vom Stern, gegründet im August 1066 vom französischen König Robert II., dann von Philipp VI. stillgelegt und 1352 von Johann II. neu gegründet.
- St.-Heinrichs-Orden, gegründet durch Kurfürst Friedrich August II. von Sachsen König August III. von Polen – Litauen am 7. Oktober 1736 ist der älteste deutsche Verdienstorden
- der Orden der goldenen Stola (oder Stola d'oro), war ein venezianischer Ritterorden.
- der Schwanenorden – ältester Orden des preußischen Hauses, der 1440 gestiftet wurde, um der Entsittlichung des märkischen Adels entgegenzuwirken und die Rauf- und Fehdelust einzudämmen.

## Rittergesellschaften
Ritterbünde sind keine Ritterorden im klassischen Sinne. Sie sind eher als politische oder wertorientierte Interessengemeinschaft zu sehen. Die meisten aktuellen Ritterbünde sind heute nach dem Vereinsrecht geregelt und werden als solche angesehen.

### Mittelalterliche Ritterbünde
Im späten Mittelalter entstanden, vor allem in Südwestdeutschland, diverse (reichsritterliche) Adelsgesellschaften. Als politische Interessenverbände versuchten sie – mit unterschiedlichem Erfolg, aber in Form der Reichsritterschaft bis zum Ende des Alten Reiches – ein Gegengewicht zur aufstrebenden Macht der Städte und Landesfürsten zu bilden.

### Moderne Ritterbünde
Mit der Romantik kam es zur Wiederbelebung des mittelalterlichen Ritterideals. 1790 gründete der österreichische Hofrat Anton David Steiger als „Hainz am Stain der Wilde“ die „Wildensteiner Ritterschaft auf blauer Erde“. Die Altritterliche Gesellschaft wurde 1823 auf Betreiben von Fürst Metternich aufgelöst. Vermutlich trafen sich die Mitglieder fortan im Geheimen. Beim Wiener Kongress wurde infolge der Mediatisierung von Fürstentümern u. a. auf Initiative von Joseph von Laßberg und Werner von Haxthausen der geheime Ritterbund Adelskette gegründet. Mitte des 19. Jahrhunderts entstanden vermehrt Ritterbünde in Bayern und Österreich; 1859 entstand in Prag die Schlaraffia, die bis heute mit ca. 10.000 Mitgliedern weltweit aktiv ist. 1884 sollen 32 derartige Vereinigungen existiert haben.
Nach der Auflösung der meisten Ritterorden in der Zeit des Nationalsozialismus kam es in den 1950er Jahren zu einer Wiederbelebung einiger Bünde sowie zu Neugründungen, vor allem in Deutschland (derzeit 20 Bünde) und Österreich (etwa 21 Bünde).